# Xã Aldrich, Quận Wadena, Minnesota
Xã Aldrich (tiếng Anh: Aldrich Township) là một xã thuộc quận Wadena, tiểu bang Minnesota, Hoa Kỳ. Năm 2010, dân số của xã này là 430 người.